# Charles Frederick Thiele
Charles Frederick Thiele (New York, 17 november 1883 – Kitchener-Waterloo, Ontario, Canada, 3 februari 1954) was een Amerikaans componist, dirigent, muziekuitgever en kornettist.

## Levensloop
Thiele groeide op als zoon van een Duitse emigranten-familie in New York en was muzikaal autodidact. Hij was solo-cornettist in verschillende harmonieorkesten in New York. Later was hij dirigent van harmonieorkesten in New Jersey, Maine, Florida, Illinois en New York. In 1919 vertrok hij met zijn familie naar Waterloo, Ontario, waar hij dirigent van de Waterloo Musical Society Band werd. Hij stichtte een muziekuitgave en een instrumentenbouw-bedrijf.
Thiele was medeoprichter en eerste president (1924-1948) van de Ontario Amateur Bands Association, die de Canadian National Exhibition band contests organiseerde. Hij was eveneens in 1931 medeoprichter en in 1934/1935 president van de Canadian Band Association (CBA). Van de American Bandmasters' Association (ABA) was hij erelid voor het leven. Tijdens de 50e verjaardag van de Waterloo Musical Society in 1932 organiseerde hij het Waterloo Band Festival en herhaalde dat van 1933 tot 1940 en van 1946 tot 1958. Het wordt als de grootste jaarlijks gehouden wedstrijd voor harmonieorkesten in Canada gezien.
Als componist schreef hij vooral werken voor harmonieorkest.

## Composities

### Werken voor harmonieorkest
- Characteristic overture
- Chatham Kilties, mars
- High Park, mars
- Majestic Stride, mars
- The Veteran, ouverture

## Publicaties
- Charles Frederick Thiele: The Pocket Dictionary of Musical Terms
- John Mellor: Music in the Park: C.F. Thiele - Father of Canadian Band Music, Waterloo, 1988.